# Dulàfides
Els dulàfides o Banu Dúlaf (àrab: بنو دلف, Banū Dulaf) foren una dinastia que controlà el Jibal, a Pèrsia, en època abbàssida.

## Inicis
Al segle viii apareix un notable de la tribu dels Ijl ibn Lujaym, de nom Idrís ibn Màqil, era mercader a Kufa junt amb el seu germà Issa ibn Màqil, que són els primers membres coneguts dels dulàfides; es diu que Abu-Múslim el general que va contribuir decisivament a la pujada de la dinastia abbàssida, fou primer esclau d'aquesta família, però és possible que aquest fet fos esbombat posteriorment pels mateixos dulàfides. A finals del segle següent la família va emigrar a l'est, a la regió dels Zagros, on van comprar terres i al cap d'uns anys dominava uns territoris a l'est de Nihawand, entre Hamadan i Esfahan (però prop de Hamadan) on potser ja tenien terres abans; els seus territoris van formar després el districte d'Al-Igharayn (els dos feus). El cap de la família era Issa ibn Idris, que es va dedicar a bandoler i amb les riqueses acumulades va construir la fortalesa d'Al-Karaj. El seu fill i successor al-Qàssim ibn Issa fou conegut com a Abu-Dúlaf i va donar nom a la dinastia.

## Governadors abbàssides i prínceps
Els seus dominis es van ampliar, i dominaven terres, fortaleses i palaus entorn d'al-Karadj. Harun ar-Raixid va nomenar Abu-Dúlaf governador del Jibal. Va reprimir revoltes dels kurds i de les tribus àrabs; a la mort d'Harun va donar suport a Al-Amín en la lluita contra el seu germà Al-Mamun, però aquest el va perdonar després de la derrota del seu germà i va conservar el feu a perpetuïtat a canvi d'un tribut al califa. Va servir al califa com a company militar i probablement exercí com a governador de Damasc; el seu germà Makel ibn Isa era el seu lloctinent i va servir també com a comandant militar.
Abu Dulaf va morir el 839/840 i el van succeir el seu fill Abd al-Aziz, que va lluitar pel califa contra els safàrides, i fou governador de Rayy designat pel califa al-Mutadid (un germà, Hisham, va servir també al califa a l'Iraq el 865/866). Sembla que en algun moment va desafiar al califa perquè es recorden dues expedicions de càstig fetes el 867 (en una de les quals Karadj fou saquejada). No se sap que va passar amb ell però el va seguir el seu fill en el govern.

## Darrers emirs
Dúlaf, fill d'Abd al-Aziz, va assolir la successió, va destacar com a general del califa i va morir el 878/879 en lluita contra un rebel a Esfahan. El va succeir el seu germà Àhmad que va derrotar el safàrida Amr ibn al-Layth el 886/887, però el 889/890 el califa al-Mútamid va haver d'enviar al seu germà al-Muwàffaq en expedició de càstig contra al-Karadj. Ahmad va morir el 894/895 i la successió fou disputada pels seu germà Bakr i el seu fill Úmar que finalment es va imposar després de força temps de lluita; els dos que se sàpiga foren lleials al califa. Al pujar al poder el darrer dulàfida al-Hàrith, el califa va voler recuperar el Jibal, i va poder derrotar a al-Harith el 897/898; el dulàfida va morir a causa d'una caiguda de cavall durant la batalla.

## Emirs
- Issa ibn Idrís vers 800
- Al-Qàssim ibn Issa fins vers 839/840
- Abd-al-Aziz ibn Abu-Dúlaf vers 839/840-874
- Dúlaf ibn Abd-al-Aziz 874-878/879
- Àhmad ibn Abd-al-Aziz 879-894/895
- Úmar ibn Àhmad 894/895-896
- Abu-Layla al-Hàrith 896-897/898